# Frozen (film, 1996)
Pour les articles homonymes, voir Frozen.
Pour plus de détails, voir Fiche technique et Distribution.
Frozen (极度寒冷, Jídù hánlĕng) est un film chinois réalisé par Wang Xiaoshuai, sorti en 1996.

## Fiche technique
- Titre original : 极度寒冷, Jídù hánlĕng
- Titre français : Frozen
- Réalisation : Wang Xiaoshuai
- Scénario : Ming Pang et Wang Xiaoshuai
- Photographie : Shu Yang
- Montage : Qingqing
- Musique : Roeland Dol
- Pays d'origine : Chine
- Format : Couleurs - 35 mm
- Genre : drame
- Durée : 99 minutes
- Date de sortie : 1996

## Distribution
- Jia Hongshen : Qi Lei
- Ma Xiaoqing : Shao Yun